# کریس کلارک (بازیکن فوتبال)
کریس کلارک (انگلیسی: Chris Clarke؛ زادهٔ ۱۸ دسامبر ۱۹۸۰) بازیکن فوتبال اهل بریتانیا است.
از باشگاه‌هایی که در آن بازی کرده‌است می‌توان به باشگاه فوتبال برافورد پارک آونیو، باشگاه فوتبال یورک سیتی، باشگاه فوتبال کمبریج یونایتد، باشگاه فوتبال بلکپول، باشگاه فوتبال ولورهمپتون واندررز و باشگاه فوتبال گایزلی اشاره کرد.